# Inlandsstat

Världens inlandsstater enligt The World Factbook. De två "dubbelt kustlösa" staterna Liechtenstein och Uzbekistan är markerade i violett.

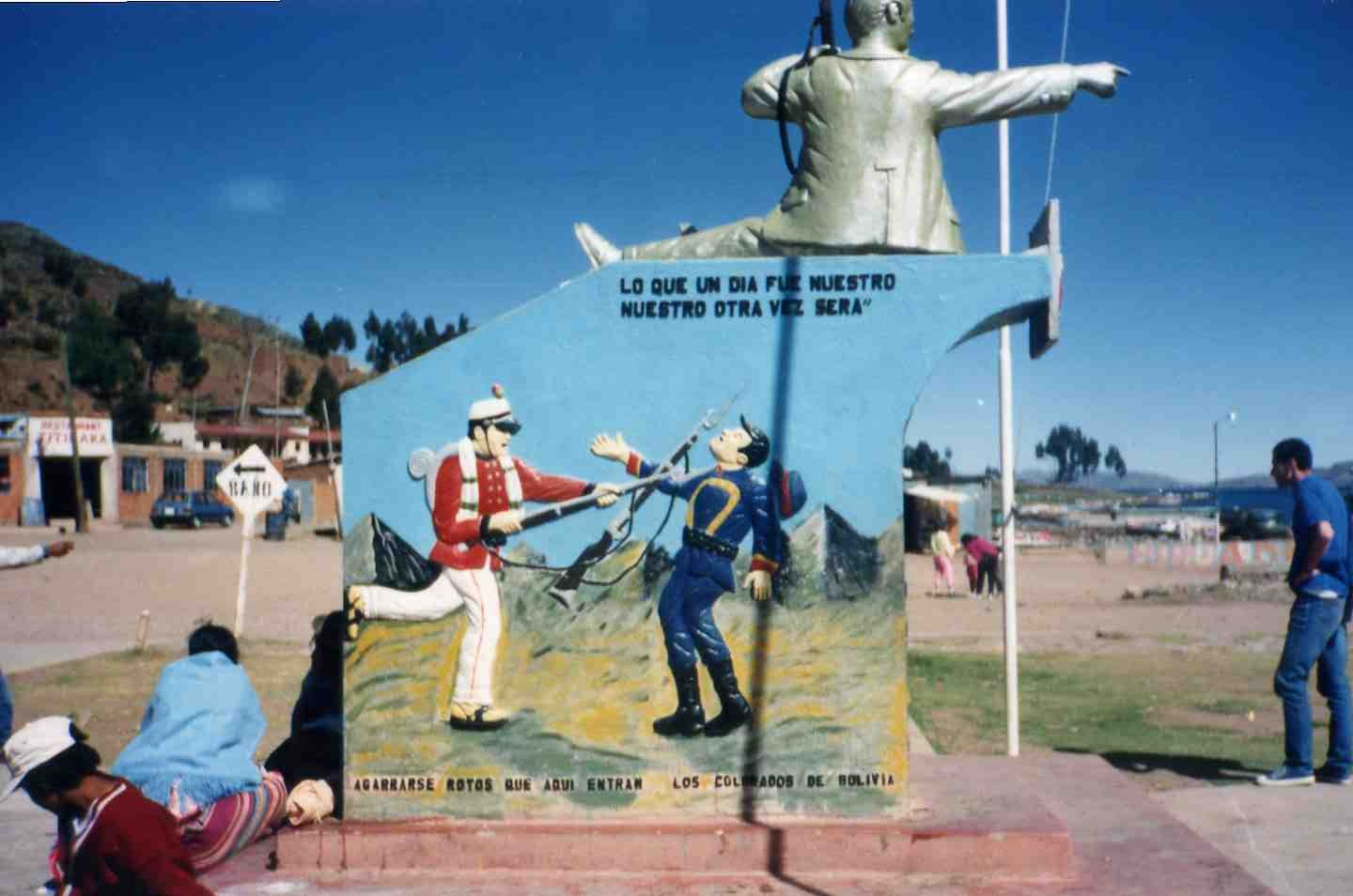
Bolivia blev av med sin havskust i Stillahavskrigen (1879–1884) men den politiska frågan lever kvar än i dag.

En inlandsstat eller kustlös stat är en självständig stat som inte gränsar till något hav, utan endast gränsar till andra stater och eventuellt insjöar. År 2008 fanns 44 inlandsstater. Av världsdelarna saknar endast Antarktis, Nordamerika och Oceanien inlandsstater.

## Dubbelt kustlösa
Det finns i världen endast två stater som är dubbelt kustlösa, vilket betyder att de själva är inlandsstater, och dessutom inte har någon granne som har kust. Från en dubbelt kustlös stat måste man alltså resa genom minst två andra länder för att komma till havet. De två dubbelt kustlösa länderna är Liechtenstein och Uzbekistan.

## Konsekvenser
Kustlösa stater påverkas mest avseende den långväga godstrafiken, som i huvudsak går med fartyg, och som då måste gå via hamnar i andra länder. Långväga passagerartrafik går dock numera ofta med flyg, och påverkas då inte av kuster så mycket. Det finns i Europa regler, till exempel Transports Internationaux Routiers, som medger tullfri passage för plomberade lastbilar, järnvägsvagnar och flodbåtar, så att kustlösa stater slipper betala tull för genomfart från hamn.
En del kustlösa stater kan ta emot fartyg via vattendrag som floder, älvar, åar och kanaler, exempelvis Schweiz, Österrike, Ungern, Serbien och Kazakstan. Men större oceangående fartyg kan inte gå där, så de är ändå beroende av en hamn i ett annat land. Å andra sidan har Bosnien och Hercegovina en kort kust, men det finns ingen frakthamn där så landet blir för frakttrafiken en inlandsstat ändå.

## Lista över inlandsstater

### Afrika
- Botswana
- Burkina Faso
- Burundi
- Centralafrikanska republiken
- Etiopien
- Lesotho1
- Malawi
- Mali
- Niger
- Rwanda
- Swaziland
- Sydsudan
- Tchad
- Uganda
- Zambia
- Zimbabwe

### Asien
- Afghanistan
- Bhutan
- Kirgizistan
- Laos
- Mongoliet
- Nepal
- Tadzjikistan
- Turkmenistan2
- Uzbekistan

### Europa
- Andorra
- Armenien
- Azerbajdzjan2
- Belarus
- Kazakstan2
- Kosovo
- Liechtenstein
- Luxemburg3
- Moldavien3
- Nordmakedonien
- San Marino1
- Schweiz3
- Serbien3
- Slovakien3
- Tjeckien3
- Ungern3
- Vatikanstaten1
- Österrike3

### Sydamerika
- Bolivia
- Paraguay3

### Fotnoter
1. ↑  Jan Arell (21 september 2005). ”De anklagas för terrorism”. Göteborgs-Posten. Arkiverad från originalet den 6 mars 2016. https://web.archive.org/web/20160306201939/http://www.gp.se/nyheter/varlden/1.193737-de-anklagas-for-terrorism. Läst 1 november 2015.